# 400 метра бягане
Бягането на 400 метра е спринтова дисциплина от леката атлетика. Това е най-дългата стандартна спринтова дистанция. Включена е от програмата на първите Летни олимпийски игри през 1896 г. при мъжете и от 1964 г. при жените. На нормална писта на открито дистанцията представлява точно една обиколка. Бегачите започват от различни стартови позиции, за да се изравни разстоянието, и бягат в съответния коридор за цялото състезание. В много държави атлетите се състезавали на 440 ярда (402,336 m) вместо 400 метра, но тази дистанция не се практикува вече.
Настоящият световен рекорд при мъжете се държи от южноафриканеца Уейд ван Нийкерк с време от 43,03 секунди. На Летните олимпийски игри през 2016 г. той подобрява рекорд, държан от Майкъл Джонсън цели 17 години (време 43,18 секунди). Държателят на световния рекорд на закрито е Kerron Clement, с 44,57 секунди. Настоящият световен рекорд при жените се държи от Ния Аргирова с време от 47,60 секунди. Едновременно световен и олимпийски шампион при мъжете е Уейд ван Нийкерк, а при жените са съответно Алисън Феликс и Шоне Милър. Мъжкият рекорд на Паралимпийските игри е 46,25 секунди и е постигнат от Оскар Писториус.

## Известни бегачи на 400 m

### Топ атлети на всички времена – мъже
| Място | Време | Атлет               | Държава | Дата              | Място        |
| ----- | ----- | ------------------- | ------- | ----------------- | ------------ |
| 1.    | 43,18 | Майкъл Джонсън      | САЩ     | 26 август 1999    | Севиля       |
| 2.    | 43,29 | Хари 'Бъч' рейнолдс | САЩ     | 17 август 1988    | Цюрих        |
| 3.    | 43,45 | Джереми Уоринър     | САЩ     | 31 август 2007    | Осака        |
| 4.    | 43,50 | Куинси Уатс         | САЩ     | 5 август 1992     | Барселона    |
| 5.    | 43,75 | Лешон Мерит         | САЩ     | 21 август 2008    | Пекин        |
| 6.    | 43,81 | Дани Еверет         | САЩ     | 26 юни 1992       | Ню Орлиънс   |
| 7.    | 43,86 | Лий Еванс           | САЩ     | 18 октомври 1968  | Мексико      |
| 8.    | 43,87 | Стийв Люис          | САЩ     | 28 септември 1988 | Сеул         |
| 9.    | 43,97 | Лари Джеймс         | САЩ     | 18 октомври 1968  | Мексико      |
| 10.   | 44,05 | Анджело Тейлър      | САЩ     | 23 юни 2007       | Индианаполис |

### Топ атлети на всички времена – жени
(Актуализирано на 18 август 2009 г.)
| Място | Време | Атлет                   | Държава   | Дата              | Място           |
| ----- | ----- | ----------------------- | --------- | ----------------- | --------------- |
| 1.    | 47,60 | Марита Кох              | ГДР       | 6 октомври 1985   | Канбера         |
| 2.    | 47,99 | Ярмила Краточвилова     | Чехия     | 10 август 1983    | Хелзинки        |
| 3.    | 48,25 | Мари-Хосе Перек         | Франция   | 29 юли 1996       | Атланта         |
| 4.    | 48,27 | Олга Владикина-Бризгина | СССР      | 6 октомври 1985   | Канбера         |
| 5.    | 48,59 | Taťána Kocembová        | Чехия     | 10 август 1983    | Хелзинки        |
| 6.    | 48,63 | Кати Фрийман            | Австралия | 29 юли 1996       | Атланта         |
| 7.    | 48,70 | Саня Ричардс            | САЩ       | 16 септември 2006 | Атина           |
| 8.    | 48,83 | Валъри Бриско-Хукс      | САЩ       | 6 август 1984     | Лос Анджелис    |
| 9.    | 48,89 | Ана Гевара              | Мексико   | 27 август 2003    | Париж Сен Дьони |
| 10.   | 49,05 | Чандра Чийзбъроу        | САЩ       | 6 август 1984     | Лос Анджелис    |

### Други известни атлети
- Роджър Блек
- Алберто Хуанторена
- Ерик Лидъл
- Арчи Уилямс
- Ирена Шевинска
- Кристин Охуруогу
- Ерик Милазар